# Mościska II
Mościska II (ukr. Станція Мостиська IІ) – stacja kolejowa w Mościskach Drugich, w obwodzie lwowskim, na Ukrainie. Stacja jest częścią dyrekcji Kolei Lwowskiej i punktem stycznym linii kolejowych o rozstawie normalnotorowym szyn i rozstawie szerokotorowym szyn.
Znajduje się na liniach: Lwów – Mościska II i linii kolejowej nr 472, będącej kontynuacją linii kolejowej nr 91 oraz linii kolejowej nr 473, będącej kontynuacją linii kolejowej nr 92.

## Historia
Stacja została otwarta w 1950 roku i w przeciwieństwie do stacji Mościska otrzymała nazwę Mościska II.
Stacja została zelektryfikowana przy okazji elektryfikacji linii kolejowej Lwów-Mościska II w 1972 roku, natomiast od polskiej strony elektryfikacja nastąpiła w latach 80. XX wieku.
Stacja znajduje się na granicy polsko-ukraińskiej, jako stacja graniczna dla wszystkich pociągów. Wszystkie pociągi są poddawane kontroli granicznej i celnej na stacji. Znajduje się tu punkt przeładunkowy wagonów towarowych z toru normalnego na szeroki.
Od końca 1990 roku stacja posiada specjalne urządzenie SUW 2000 do zmiany zestawów kołowych z  normalnotorowych (1435 mm) na szerokotorowe (1520 mm).